# Steckborn
Steckborn és un municipi del cantó de Turgòvia (Suïssa), cap del districte de Steckborn.

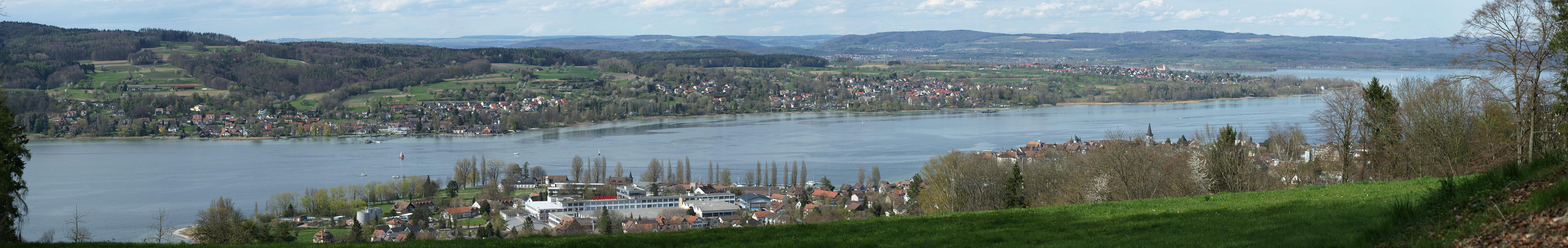
Steckborn